# Gare de la Piscine de Venaco
Gare de la Piscine de Venaco vasútállomás Franciaországban, Venaco településen.

## Vasútvonalak
Az állomást az alábbi vasútvonalak érintik:
- Bastia-Ajaccio-vasútvonal

## Kapcsolódó állomások
A vasútállomáshoz az alábbi állomások vannak a legközelebb: